# Agulla imperdible

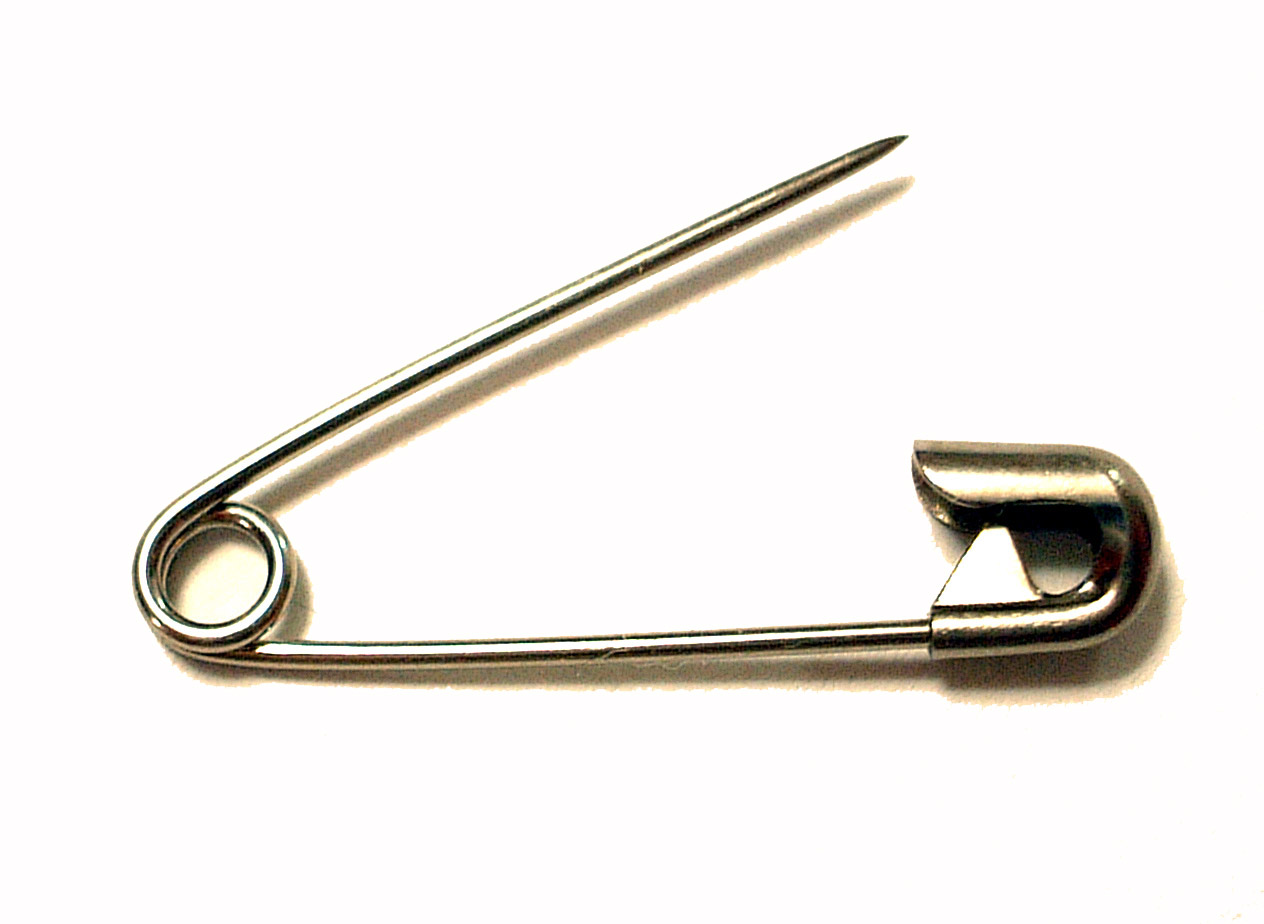
Agulla imperdible oberta.

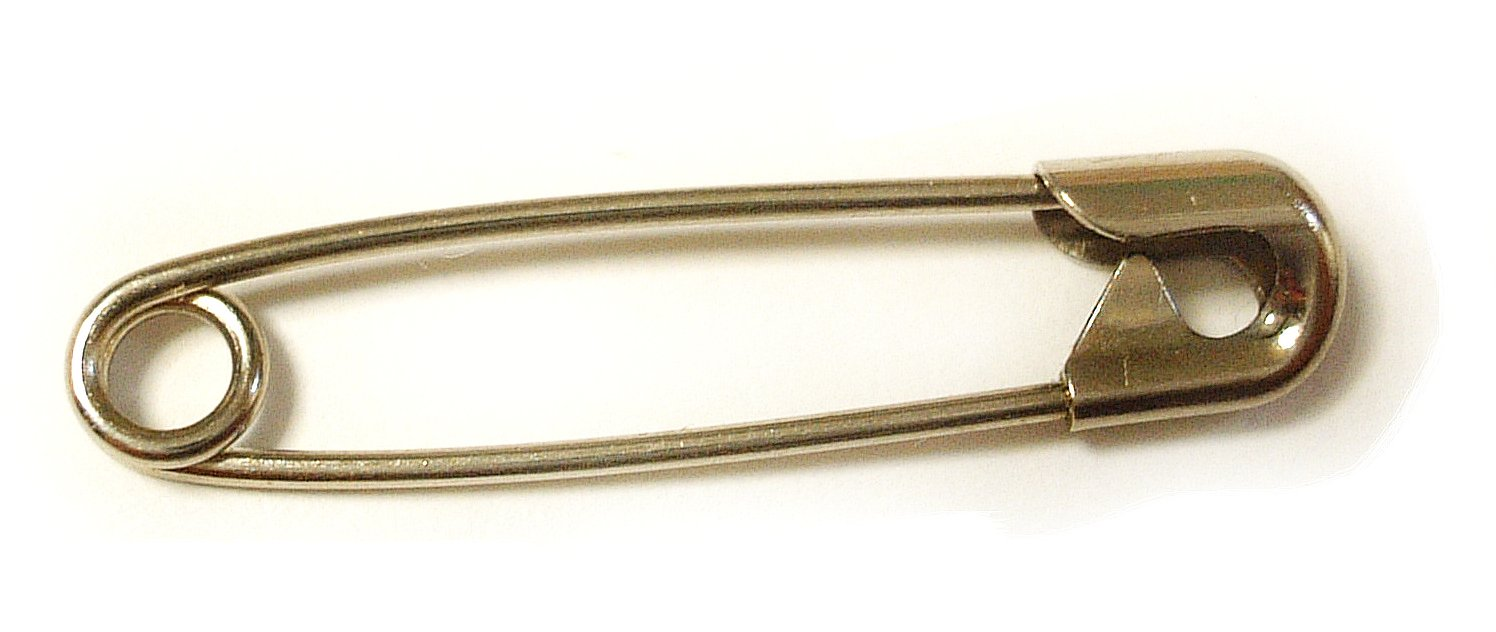
Agulla imperdible tancada.

Una agulla imperdible (o simplement imperdible) és un estri que conté una secció en forma de ganxo per a guardar-hi la seva punta, d'aquesta manera s'evita que s'obri i deixi de complir la seva funció i també es prevenen ferides accidentals en usar-lo en la roba. Feta del metall rígid però flexible, s'obre pressionant-ne costats paral·lels cap a dins. És segura perquè l'extremitat aguda de l'agulla resta protegida quan està tancada. S'utilitza per a subjectar la roba i altres tipus de tèxtils que no tenen cap dispositiu especial d'unió com ara botons o cremalleres. També s'usa per a realitzar una reparació provisional en cas d'algunes imperfeccions de la roba. L'imperdible punxa i passa a través de la superfície del material amb el seu extrem agut. Llavors, s'uneix i s'insereix en l'altre extrem blindat que manté l'objecte al seu lloc. Generalment està feta d'acer. L'agulla imperdible és forta, segura i molt duradora. Són molt comunes i barates n'hi ha de moltes mides i es fabriquen també en variants plàstiques. S'usa tant com complement de vestimenta com d'arracada.
També es coneix com a agulla de seguretat o agulla tancadora, agulla de travar/travadora, agulla engafetadora, agulla de dida, agulla d'arquet, agulla travessera, agulla passsadora o gafa.
Les fíbules, d'origen micènic, complien una comesa semblant al de les agulles imperdibles modernes. L'agulla imperdible va ser reinventada el juliol de 1849 per Walter Hunt, qui va vendre la patent per 400 dòlars.